# Lari Pitkä-Kangas

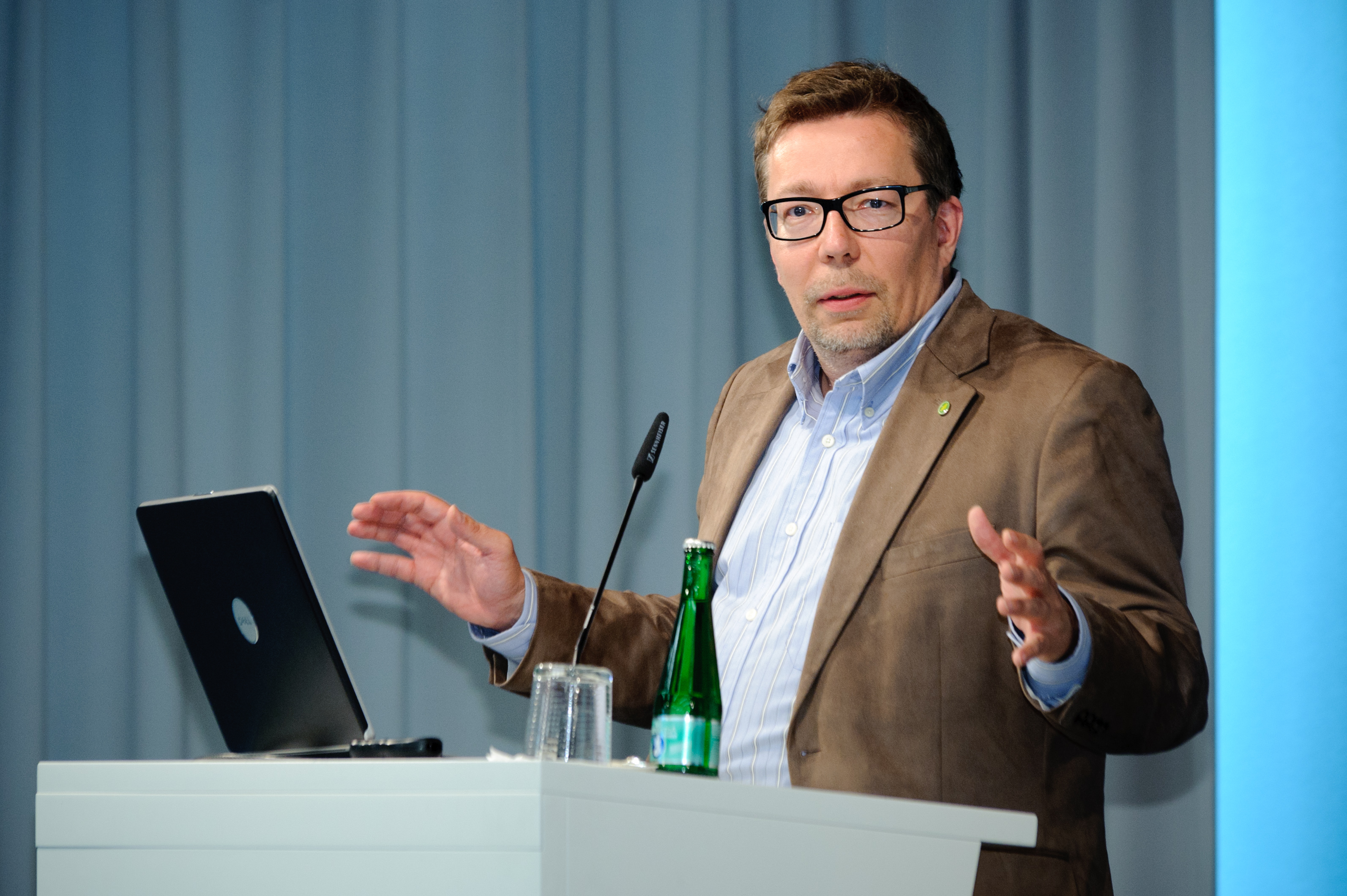
Lari Pitkä-Kangas (2011)

Lari Pitkä-Kangas, eller Lari Pitkäkangas, fd. Kommunalråd i Malmö.  Tidigare ledamot i kommunfullmäktige i Malmö 2006-2016. År  2006 blev han Miljöpartiets första kommunalråd i Malmö och var kommunalråd fram till 2014.  Avslutade sina politiska uppdrag år 2016.  Arbetar idag som projektledare inom idéburen sektor. 
Han föddes 1968 i Helsingfors Finland, Pitkäkangas är uppväxt i Sverige, bland annat i Karlskoga, Piteå och Luleå. Han hade från år 1997 en rad uppdrag inom miljöpartiet, som politisk sekreterare: i Umeå, Miljöpartiets Riksorganisation, och för Miljöpartiet de Gröna i Region Skåne. Han var ledamot av partistyrelsen 1998 och arbetade på riksorganisationens partisekretariat åren 1998–2000. Han var innan dess universitetslärare vid Umeå universitet, och bedrev forskarstudier vid Institutionen för idéhistoria fram till 1998. Han var aktiv i studentlivet och inte minst studentkåren i Umeå, och grundade tillsammans med Nina Björby, Kårpartiet Humanisterna, och blev sedermera ledamot i Umeå universitets styrelse mellan 1995 och 1998. Mellan 2000 och 2001 arbetade han på ETC Produktion i Stockholm, varefter han flyttade till Malmö.  
I Malmö stad arbetade han med stadsekologiska frågor, matfrågor, energifrågor, upphandlingsfrågor, arbetsmarknad och näringsliv, lärande för hållbar utveckling, samt med Fairtrade City. Han var initiativtagare till och var med och grundade miljöpartiets kommunala nätverk, MIK (Miljöpartiet i Kommunerna) år 2000 och var även styrelseledamot där mellan 2008 och 2014. År 2005 var han med om att bilda den gröna tankesmedjan Cogito.